# Guala de Roniis

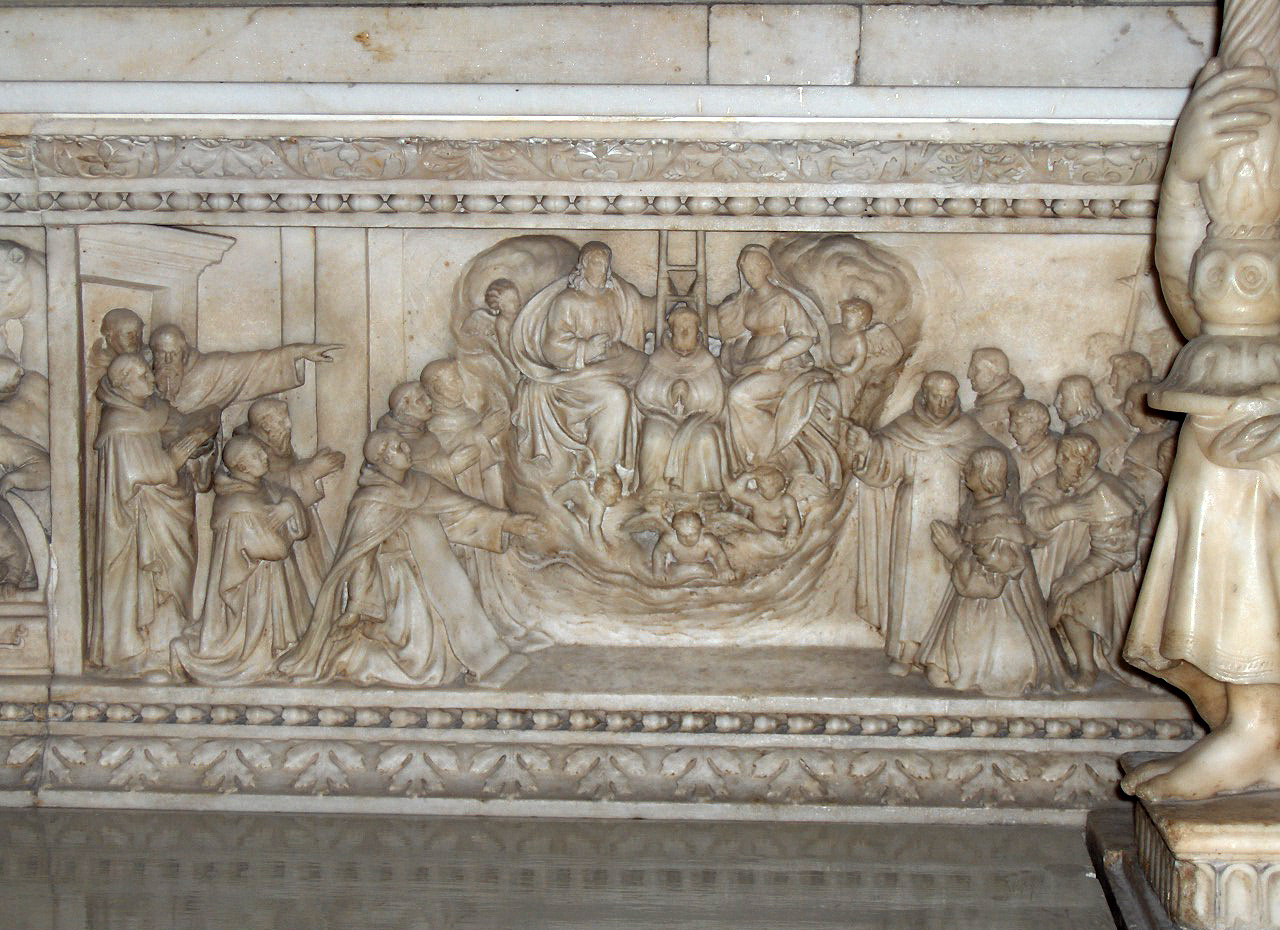
Alfonso Lombardi, Visione di frate Guala che assiste all'ascesa al cielo di san Domenico, part. dell'Arca di San Domenico, basilica di San Domenico, Bologna

Guala de Roniis (Bergamo, ca. 1180 – Monastero di Astino, Bergamo, 3 settembre 1244) è stato un domenicano e vescovo di Brescia, venerato come beato dalla Chiesa cattolica che lo ricorda il 4 settembre.

## Biografia
Proveniente dalla nobile famiglia de Roniis, nel 1218 entrò nell'Ordine dei frati predicatori fondato da san Domenico, del quale fu uno dei primi discepoli. Da Bologna, Domenico lo inviò a Brescia quale priore del convento ivi fondato, ed inquisitore della Fede. Alla morte di san Domenico, Guala ebbe in sogno la visione della gloria del paradiso del padre fondatore dei frati predicatori:
(testimonianza del beato Giordano di Sassonia, in Libellus de Principiis Ordinis Praedicatorum)
Condusse delicate missioni come legato pontificio di papa Gregorio IX presso l'imperatore Federico II di Svevia. In questa veste, si guadagnò fama di abile diplomatico e pacificatore. A ciò forse contribuiva una speciale sintonia e affinità fra le personalità del frate e dell'eclettico imperatore.
Il principale successo del legato Guala fu la stipula della Pace di San Germano il 23 luglio 1230 a Cassino, che assicurerà una relativa tranquillità in Europa di 8 anni e instabile.
Nel conflitto fra papato e impero, Guala sosteneva una linea politica moderata, tesa alla mediazione e al bilanciamento dei poteri. Si scontrò spesso con la linea intransigente e combattiva portata avanti dal legato pontificio Gregorio da Montelongo, che, alla fine, avrà la meglio e Guala non riceverà ulteriori incarichi diplomatici.
Nel 1229 fu nominato vescovo di Brescia per intervento pontificio.
Nel 1234 richiese la stesura dei possedimenti vescovili in Val Camonica e il giuramento di fedeltà di numerose vicinie. 
Intraprese un'avversata azione di riforma del clero bresciano, corrotto nei costumi morali e spirituali. La piaga principale era la corsa spregiudicata all'investitura dei benefici ecclesiastici da parte di famiglie nobili, il depauperamento e l'usurpazione dei benefici e della mensa vescovile, la disgregazione delle antiche pievi sotto la pressione secessionista di cappelle a loro soggette, miranti all'autonomia.
Il duro scontro con i potentati locali, gelosi delle proprie prerogative e dei propri interessi economici, portò alla cacciata del vescovo dalla città nel 1239, con la complicità del Comune, che emise il bando con atti di accusa appositamente costruiti: 
- La codardìa del vescovo che non aveva tentato la difesa del territorio dall'avanzata delle truppe imperiali di Ezzelino III da Romano nel 1238. È un fatto reale, in linea con il carattere pacifico del vescovo;
- Il presunto furto di beni, avendo fatto trasportare in segreto e depositare denaro e documenti presso il tesoriere della chiesa di Sant'Alessandro a Bergamo, prima dell'assedio di Brescia. In realtà, il deposito fu compiuto da Guala per mettere al sicuro i beni dai rischi connessi all'imminente guerra[4].

Il vescovo Guala fu sostituito da Elia Roberto, anch'esso religioso dei frati predicatori. Non è chiaro se il sostituto fu indicato dal Guala stesso, poiché la nomina del successore non fu mai accettata dalla Santa Sede: Elia Roberto, divenuta poi patriarca di Antiochia, ma non compare nella cronotassi ufficiale dei vescovi di Brescia.
Guala, esiliato, passò quindi gli ultimi cinque anni della sua vita poveramente, abitando in un'ala appositamente costruita nel monastero di Astino presso Bergamo.
In seguito a molteplici interventi di papa Innocenzo IV, fu reintegrato nei suoi diritti di vescovo di Brescia nel 1244, ed accolto trionfalmente in Val Camonica, dove fu acclamato podestà dal popolo. Tornò però ad Astino, forse per congedarsi dai confratelli. Il 21 agosto del medesimo anno, forse già gravemente ammalato, benedisse la posa della prima pietra della nuova chiesa di Santo Stefano di Bergamo. Morì ad Astino, in quei locali con la piccola cappella che aveva fatto costruire, il 3 settembre 1244.

## Culto
Fu proclamato beato per equipollenza (ovvero mediante riconoscimento del culto prestato spontaneamente dalla pietà popolare sin da tempo molto antico) da papa Pio IX nel 1868.
Le reliquie del beato Guala sono conservate e venerate presso le cattedrali di Bergamo e di Brescia, presso la cattedrale di Cagli (pastorale, anello e alcuni paramenti liturgici), sotto l'altare laterale dedicato nel monastero di clausura "Matris Domini" delle Domenicane di Bergamo (teschio e femori, ivi traslati dal soppresso monastero di Astino), e nella pieve di Rogno (vertebre).
Il Martirologio Romano ne commemora il transito il 3 settembre.
La memoria liturgica si celebra il 4 settembre, obbligatoria nella diocesi di Bergamo, facoltativa nella diocesi di Brescia.
Al Beato Guala de Roniis è oggi intitolata una residenza per studenti universitari in Brescia e una via in Rogno.